# Microcavia australis
Microcavia australis (південна гірська каві) — вид гризунів родини кавієві, що мешкає в Аргентині між провінціями Жужуй і Санта-Крус і в Чилі в провінції Айсен

## Середовище проживання
Мешкає в посушливих і напівпосушливих низинах і долинах. На південно-заході Аргентини, він віддає перевагу прибережним місцям проживання, лісовим масивам, чи піщані лісові площі. У провінції Буенос-Айрес, Аргентина, вид живе в районах, де немає наземного рослинного покриву, де чагарники (Schinus fasciculatus, Condalia microphylla) є переважною рослинністю.

## Зовнішні ознаки
Середня довжина: 22 см, вага 250–300 грам. Має дуже тіло без хвоста і головою, довжина якої втричі менша довжини тулуба. Має великі чорні очі, обведені білими кільцями і має великі вуха. Зуби їх постійно ростуть, потребуючи постійного гризіння й жування, щоб залишатися короткими. 

## Життєвий цикл
Вид полігінний. Сезон розмноження з серпня по квітень, більшість самиць народжує у вересні-жовтні. За спостереженнями в неволі середній період вагітності: 54-60 днів, середній розмір приплоду: три дитинча (діапазон: 1–5). Новонароджені важать лише 30 грам, але вкриті хутром з відкритими очима, здатні рухатись і здатні споживати тверду їжу на перший день життя. Отримують молоко лише кілька тижнів від будь-якої годувальної самиці в гаремі. В одномісячному віці відлучається від годування й стає повністю незалежним. Життя в дикій природі дуже коротке: поки ця гірська каві не стає жертвою основного ворога, малого грісона (Galictis cuja).